# テンプル・ブロック
テンプル・ブロック（temple block）は、木魚を起源とする西洋の打楽器。

## 概要
大きなスリットのある木製のもので、従来は木魚と同様の形状であったが、現代では長方形のものも使用されており、プラスチックの物もある。
西洋音楽では、初期からジャズドラマーが使用していた。また現代音楽においては、オーケストラや吹奏楽で一般的に用いられる。
音色はウッドブロックに似ているが、よりくぐもった音であり、音高を感じる事ができる。
打楽器として単独で使用される場合は、4ないし5個程度を音高順に並べて、専用のスタンドにつけられたものが用いられる事が多い。クラシック音楽においては、演奏スタイルとしては通例立奏である。

## テンプル・ブロックが用いられる主な楽曲
管弦楽
- シンコペイティッド・クロック（ルロイ・アンダーソン）
- そりすべり（ルロイ・アンダーソン）
- エル・サロン・メヒコ（アーロン・コープランド）
- 交響曲第2番『不安の時代』（レナード・バーンスタイン）
- 交響曲第3番『カディッシュ』（レナード・バーンスタイン）
- トゥランガリーラ交響曲（オリヴィエ・メシアン）
- アッシジの聖フランチェスコ（オリヴィエ・メシアン）
- 彼方の閃光（オリヴィエ・メシアン）
- 交響三章（三善晃）

吹奏楽
- 朝鮮民謡の主題による変奏曲 （ジョン・バーンズ・チャンス）
- 呪文と踊り（ジョン・バーンズ・チャンス）
- シーゲート序曲（スウェアリンジェン）
- パガニーニの主題による幻想変奏曲（ジェイムズ・バーンズ）
- Jalan-jalan 〜神々の島の幻影〜（高橋伸哉）
- 科戸の鵲巣 吹奏楽のための祝典序曲（中橋愛生）
- Tuba Concerto（吹奏楽版）（マーティン・エレビー）

## 主なメーカー
- グローバー
- プレイウッド
- 川端楽器

他